# ديك تريسي (فلم)
ديك تريسي (بالإنجليزية: Dick Tracy) هو فيلم حركة تم إنتاجه في الولايات المتحدة وصدر في سنة 1990. الفيلم من إخراج وارن بيتي.

## بطولة
- وارن بيتي
- مادونا (مغنية)

### ترشيحات وجوائز
| السنة | الحدث  | الفئة      | النتيجة  |
| ----- | ------ | ---------- | -------- |
|       | أوسكار | أفضل أغنية | فـــــوز |

## الميزانية والإيرادات
بلغت تكلفة إنتاج الفيلم حوالي 46 مليون دولار بينما حقق أرباحا تقدر بـ 162,738,726 (worldwide) دولار.

## وصلات خارجية
- مقالات تستعمل روابط فنية بلا صلة مع ويكي بيانات